# Годохос
Годохос (ісп. Godojos) — муніципалітет в Іспанії, у складі автономної спільноти Арагон, у провінції Сарагоса. Населення — 46 осіб (2010).
Муніципалітет розташований на відстані близько 180 км на північний схід від Мадрида, 90 км на південний захід від Сарагоси.

## Демографія
Динаміка населення (INE ):

## Галерея зображень

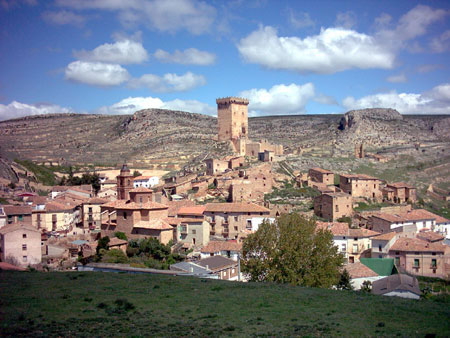
Годохос